# Canon EOS D6000
DCS 1 D30
Le Canon EOS D6000 (un Kodak DCS 560 rebaptisé) est un appareil photographique reflex numérique fabriqué par Kodak à partir d'un boîtier argentique Canon EOS-1N  qui est sorti en 1998.